# Día de los Programadores

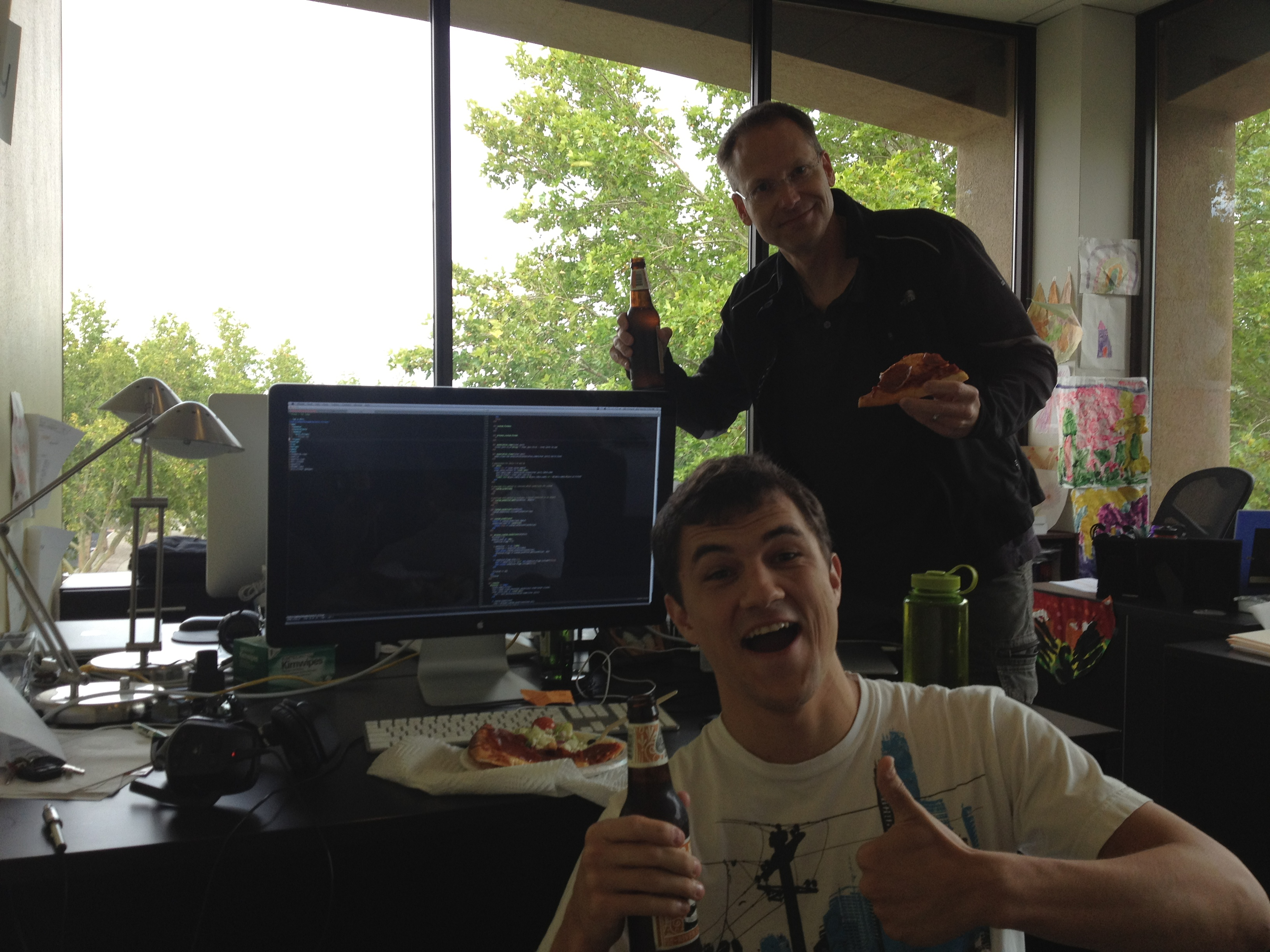
Programadores celebrando su día con una comida en los Estados Unidos

El Día de los Programadores es un día festivo profesional oficial en la Federación Rusa. Se celebra el 256º día de cada año (13 de septiembre durante los años normales y el 12 de septiembre durante los bisiestos).

## Historia
Este día en particular fue propuesto por Valentin Balt, un empleado de la compañía de diseño web Parallel Technologies. En 2002 intentó recoger firmas para presentar una petición formal al Gobierno Ruso para que se reconociese el día oficial de los programadores.
El 24 de julio de 2009, el ministro de Comunicaciones de Rusia  redactó un borrador de ley para crear la nueva festividad, el Día del Programador.
El 11 de septiembre de 2009, el Presidente de Rusia, Dmitri Medvédev firmó el decreto.

## Celebración
El número 256 (28) fue el elegido porque es la cantidad de números que pueden representarse con 8 bits (o 1 byte). Además, el número 256 es la mayor potencia de 2 menor que 365 (cantidad de días de un año).

## Día del programador chino
En China, el día del programador es el 24 de octubre, que se ha establecido durante muchos años. Se eligió la fecha porque también se puede escribir como 1024, que es igual a 2¹⁰. También es consistente independientemente de los años bisiestos.

## Críticas
Debido a la Invasión rusa de Ucrania de 2022, la comunidad informática ucraniana propuso boicotear estas vacaciones.